# Ирландия на летних Олимпийских играх 1932
Ирландия на летних Олимпийских играх 1932 заняла 16-е место в общекомандном медальном зачёте, получив две золотых медали.

## Медалисты

### Золото (2)
| Золото         |                                              |
| Спортсмены     | Вид спорта (дисциплина)                      |
| Пэт О’Кэллаган | Лёгкая атлетика (метание молота, мужчины)    |
| Роберт Тисдолл | Лёгкая атлетика (400 м с барьерами, мужчины) |